# Arrān

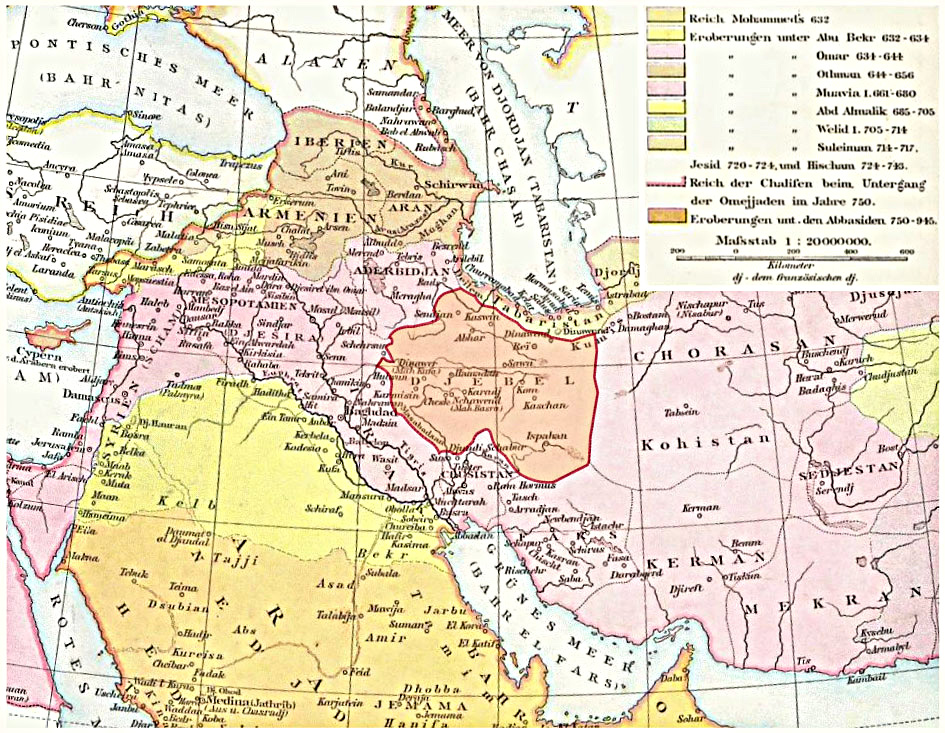
Arran westlich des Kaspischen Meeres unweit der Provinz Dschibal (auf der Karte innerhalb des Kalifenreiches „Djebel“ genannt)

Arrān (arabisch ارّان) war in mittelalterlichen islamischen Quellen die Bezeichnung des östlichen Transkaukasiens zwischen den Flüssen Aras und Kura. Die Bezeichnung kam nach der Islamischen Eroberung der Region für den südlichen Teil des antiken Albanias auf. Davor schloss der Begriff noch Gebiete nördlich des Kura mit ein und entsprach in etwa dem heutigen Staat Aserbaidschan. Nach einer Zusammenlegung Arrāns mit Aserbaidschan im 13. Jahrhundert verschwand der Name.

## Ursprung des Namens
Der Ursprung des Namens ist nicht geklärt. In den Quellen tauchten die Formen Arian, Aryan, Rani (georgisch), Ἀλβανία (die griechische Form für Albania), Ałvankʿ/Ṙaneak (armenisch) und das arabische al-Rān (gesprochen ar-Rān) auf. Bedingt durch die Lage zwischen den Flüssen nannten die arabischen Geografen das Gebiet auch Bayn al-nahrayn.
Nach einigen Legenden und antiken Quellen, zum Beispiel Movses Kagankatvatsi, war Arran oder Arhan der Name des Gründers des kaukasischen Staates Albania. In einigen Versionen war dieser der Sohn von Noahs Sohn Jafet und möglicherweise auch der Eponym der Alanen. Eventuell kommt der Name auch vom Fluss Aras, der von den Griechen Araxes genannt wurde. Zudem ist die Region, im Zusammenhang mit dem Zoroastrismus, häufig als „Erstes Land“ (Airyanem Vaejah) bezeichnet worden, so auch im Avesta. Auch könnte der Name von der georgischen Bezeichnung der Bewohner kommen: Rani, das nach der arabischen Eroberung zu al-Rān (gesprochen ar-Rān) wurde. 

## Geschichte
Die erste Erwähnung Arrāns als eine geografische Einheit findet sich in arabischen Quellen des achten Jahrhunderts. Nach diesen Berichten wurde das meiste Gebiet des früheren Albania unter diesem Namen Teil des Kalifats der Abbasiden. Vom siebten bis ins achte Jahrhundert versuchten die Herrscher von Albania, die sich zu der Zeit Aran-Schahs nannten, das Gebiet zurückzuerobern. 
Seit der Eroberung regierten verschiedene Dynastien das Land, darunter die Rawadiden, Sajiden, Salariden, Schaddadiden, Schirwanschah, Sheki und das Emirat Tiflis. Die Hauptstadt des Landes war zu dieser Zeit Barda (Partaw). Seinen Machthöhepunkt hatte der Staat im 10. Jahrhundert. 
Ab dem 11. Jahrhundert verfiel der Staat und auch der Gebrauch des Namens für die Region nahm ab. Das Gebiet wurde Teil des Reichs der Seldschuken, danach 1227 von den Choresmiern erobert und 1231 von den Mongolen. Nach der Teilung des Mongolenreiches gehörte es zum Reich der Ilchane und später zu dem der Timuriden. Nach 1500 wurde die Region in den Staat der Safawiden eingegliedert. 
Heute wird der Name vor allem gebraucht, um die Ebenen von Mil und Mughan (vorrangig die Provinzen Beyləqan, Imishli, Saatli, Sabirabad) von Aserbaidschan zu beschreiben.